# Italo Cremona (azienda)
La Italo Cremona S.p.A., più semplicemente nota come Italo Cremona o Italocremona, è stata un'azienda di ottica e giocattoli italiana. È oggi un marchio non utilizzato nell'ambito dell'ottica.

## Storia
L'azienda viene fondata nel 1922 a Gazzada Schianno (Varese) da Italo Cremona (1891-1946), già dipendente della Mazzucchelli, impresa di articoli in celluloide di Castiglione Olona. Nata come società in nome collettivo, nel 1923 divenne società in accomandita semplice mentre il capitale sociale salì a 600.000 lire nel 1927.
Inizialmente la produzione riguardò la materia celluloide, fornita anche ad aziende terze (per costituire, nella forma madreperlacea, i rivestimenti delle fisarmoniche). La celluloide, prodotta internamente, suggerì all'imprenditore l'idea di commercializzare altresì in proprio anche oggettistica d'uso comune, quale pettini, oggetti da toeletta e altri di uso comune, per i quali si aggiunse l'impiego della galatite in aggiunta alla stessa celluloide. In questi primi anni l'azienda crebbe rapidamente, favorendo l'ingresso di ulteriori nuovi soci e affiancando la produzione di occhiali da sole.
Negli anni trenta la celluloide fu sostituita dall'acetato di cellulosa, comprato dalla Rhodiatoce di Pallanza. Si iniziò a sperimentare la plastica in granulato mentre anche il sistema stesso di stampaggio fu modernizzato, utilizzando la nuova tecnologia ad iniezione. Nel 1941 venne registrato uno fra i primi marchi ("Italo" per gli occhiali), anticipando una tendenza - poi ripresa nel dopoguerra - ad utilizzare verso il pubblico, per identificare e diversificare le tipologie di prodotti - nomi differenti da quelli dell'azienda, per non confondere i clienti.
Nel 1944, durante la guerra, la produzione dell'azienda - divenuta società per azioni - consistette essenzialmente in oggettistica per l'esercito, mentre la realtà produttiva fu temporaneamente ridenominata "Poliplastica spa". Nei primi mesi del 1945 ottenne l'autorizzazione a trasferire a Gazzada i macchinari della S.A.M.P.A.

### Dal dopoguerra agli anni sessanta
Nel 1946 l'azienda fu ridenominata "Italo Cremona" ed il parco macchine fu ulteriormente rinnovato, mentre si iniziò ad esternalizzare lo stampaggio di alcuni prodotti ad aziende della zona. Anche i vetri per gli occhiali ricevettero attenzione per renderli identificabili ai clienti (è del 1947 a registrazione del marchio "Flexol" per le sole lenti)
Nel 1950 il capitale sociale ricevette un ulteriore incremento, toccando la cifra di 10 milioni di lire e gli addetti - nel corso del decennio - aumentarono, raggiungendo circa 600 unità. Sarà questo l'inizio del periodo di massimo sviluppo dell'azienda, che perseguì una strategia di innovazione e brevettazione di sempre nuovi marchi d'impresa che permettessero - alla nuova clientela, affacciatasi all'economia del consumismo - di distinguere le continuamente rinnovate  "linee" della Italocremona anche all'interno delle tipologie. Fu così che, anche all'interno dell'area degli articoli da toeletta, fu reputato necessario registrare, ad esempio, marchi innovativi: Invictus, Hercules, Ariston. Identico atteggiamento per gli occhiali (per i quali già dal 1948 era stato reintrodotto - stavolta solo come marchio d'impresa - "Poliplastica") e - a maggior ragione - per quella che era la nuova produzione: giocattoli e bambole. Del resto, risaliva già al 1948 il deposito del marchio "Ica Torneo" per le palline da ping pong e del 1950 il marchio "Star". Sarà questa linea a costituire - assieme all'ottica - fino a tutti gli anni sessanta, il core business produttivo dell'Azienda. Innumerevoli saranno i modelli di bambole (si ricordano le Formaggine, regalate con la raccolta punti del formaggio Prealpi; Topo Gigio regalato con i Pavesini; Tini e Tani - vestibili in diversificati modi - Fanni, Jenni - bambola snodabile, Mirella e Ornella - che parlava grazie ad un sistema di registrazione, Ciralina, Corinne e molte altre, pensate e lanciate per tutti gli anni sessanta) assieme agli altri giocattoli in plastica, costruiti ed assemblati utilizzando inizialmente il polistirolo e, successivamente, il cloruro di polivinile, in competizione con altri produttori di settore quali la Sebino, la Furga, Migliorati e la Ratti. Venne ideato e commercializzato il "plastic city"- una scatola di costruzioni - nel 1960; oggetto mantenuto in vita, con una serie di modifiche, per oltre 20 anni.
Il 1960 costituì oltremodo un ulteriore passo avanti per l'Azienda. Vennero inaugurate filiali commerciali della ditta a Torino, Genova, Milano, Padova, Trieste, Bologna, Roma, Firenze, Pescara, Napoli, Reggio Calabria, Bari, Palermo, Catania e Cagliari; in quello stesso anno il capitale sociale venne portato a L. 50.000.000.
Gli anni sessanta videro l'azienda stringere accordi di distribuzioni con le allora più grosse catene di vendita anche di giocattoli. Si firmarono contratti con la Standa, la Rinascente, la Upim. Puntando molto sulla pubblicità (furono stretti accordi anche con aziende quali la Walt Disney per pupazzi di Paperino in grado di cantare e parlare grazie a dischi fonografici ad hoc ed intercambiabili) e su occhiali economici (molto venduti furono i Solflex), l'azienda si concentrò  anche sulle esportazioni dei propri prodotti. Alla fine degli anni sessanta il catalogo era decisamente ampio e variegato per tipologie di oggetti. I dipendenti toccarono, per numero, il migliaio.

### Gli anni settanta ed ottanta
Nel 1974, dopo un incendio che distrusse pressoché la totalità delle superfici della fabbrica e dei magazzini, l'azienda in quanto tale - nella ricostruzione - iniziò però a ridurre la propria forza lavoro, contemporaneamente alla crisi causata sui produttori occidentali dalle importazioni a basso costo dall'oriente. Per sopravvivere, la proprietà stabilì di passare dai prodotti economici a prodotti marchiati, con un richiamo alle firme dell'epoca. Venne ristretta la propria filiera, limitandola alle fasi di ideazione, ricerca, sviluppo, commercializzazione e marketing. Esternalizzando la fase produttiva, la Italo Cremona, oltre alla produzione a proprio marchio, iniziò a lavorare conto terzi per aziende del settore moda, assemblando soprattutto occhiali per Valentino (1972-1977), Gianni Versace (dal 1978), Krizia.
Nel 1978, con l'idea di lanciare una propria linea di occhiali con un nuovo marchio in una fascia più alta, la Italo Cremona acquisì da un'altra azienda - la Sordelli di Venegono Inferiore - una ditta denominata N.M. srl, che già dagli anni trenta produceva occhiali da sole e pettini a marchio Nihil Melius, utilizzandola per marchiare una serie di linee di ottiche di qualità. acquisita dalla Sordelli di Venegono Inferiore. Alla fine, alla N.M. verranno delegati anche lo stampaggio delle altre ottiche del gruppo ed anche di alcuni giocattoli (le bambole, il plastic city aggiornato con dei circuiti elettronici), mentre furono prodotti anche degli accessori per auto.
Successivamente - mentre tale azienda diverrà una realtà distaccata dall'azienda madre, salvo chiudere alcuni anni dopo - negli anni ottanta la Italo Cremona entrò in un periodo di difficoltà, risultando in una serie progressiva di crisi aziendali dal 1988 fino agli anni novanta.

### Gli anni novanta e la cessazione della produzione
Negli anni novanta la produzione di giocattoli fu esternalizzata verso i paesi orientali, mentre la restante produzione di occhiali - scorporata quale ramo d'azienda indipendente quale I.C. Optics - fu successivamente ceduta per il 50% a Versace nel 1999, venendo poi acquisita per il 100% da Luxottica nel 2003, per poi cessare le proprie attività nel 2004. Se già all'inizio del 2000 anche il ramo relativo ai giocattoli - occupando pochi dipendenti - riguardava soprattutto le sole attività di ideazione e commercializzazione anche per altri marchi e contro terzi, dal 2007 le attività commerciali nel campo dell'occhialeria vengono definitivamente cedute alla N.M. srl, oramai azienda esterna, successivamente acquisita da altri gruppi,  ed utilizzata per qualche tempo per gestire la produzione - fuori Italia - e la commercializzazione di articoli vari sia di ottica che di bigiotteria soprattutto per la grande distribuzione e per terzi (Disney, Marvel, Prenatal, Chicco), in una realtà che però diversa da quella della ItaloCremona, che a quel punto esce dal settore.
Ceduta e cessata l'attività di occhialeria, le realtà che si succedono all'interno dell'azienda madre con il nome originario - mutato in s.r.l. - presso parte della sede di Gazzada Schianno - successivamente ristrutturata a altri fini - si occuparono di marketing e distribuzione per poi focalizzarsi su settori completamente nuovi (fra cui quello immobiliare, anche in relazione agli spazi dei propri fabbricati), senza comunque connessione alcuna con i settori di impresa originari.

## Alcuni prodotti

### Giocattoli
- Plastic City, gioco di costruzioni simile ai LEGO

### Bambole
- Ciralina
- Corinne
- Fanni
- Formaggine, bambole regalate con la raccolta punti del formaggio Prealpi
- Jenni, bambola snodabile
- Lolita, bambola premiata nel dicembre 1962 con il premio Pinocchio d'Oro dall'associazione di categoria ed esposta al primo Salone del Giocattolo alla Fiera di Milano nel 1963 [17]
- Mirella
- Ornella, bambola parlante grazie ad un sistema di registrazione
- Tini e Tani, bambole vestibili in diversificati modi
- Topo Gigio, bambolotto regalato con i Pavesini

### Occhiali
- Solflex, linea di occhiali da sole